# Ježíšův rodokmen
Tento článek se zabývá biblickým rodokmenem Ježíše. Článek o tvrzeních o genealogickém původu historického Ježíše viz Ježíšova pokrevní linie.

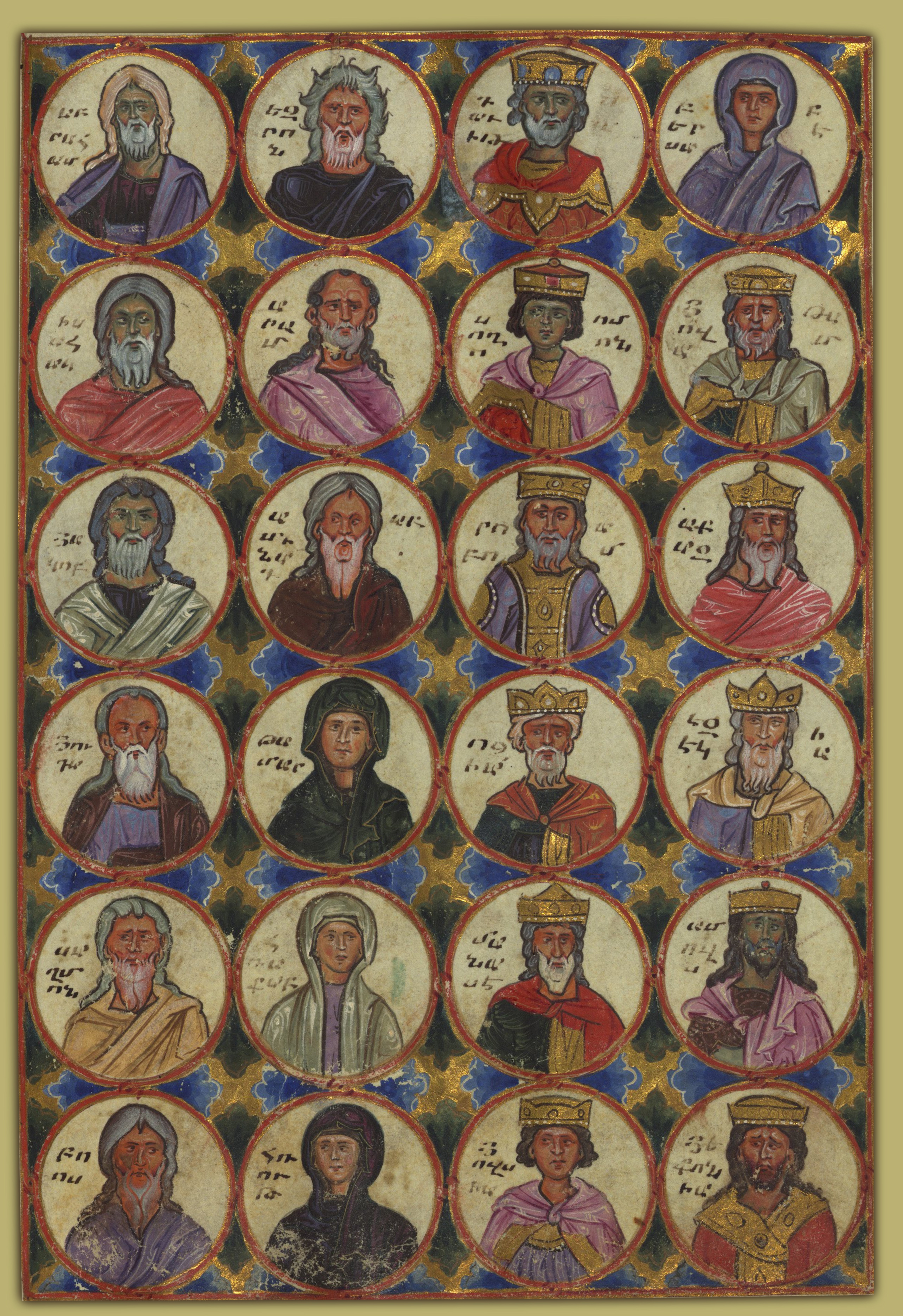
Kristovi předkové od arménského iluminátora rukopisů Torose Roslina

Nový zákon obsahuje dvě zprávy o Ježíšově rodokmenu, jednu v Matoušově evangeliu a druhou v Lukášově evangeliu. Matouš začíná u Abraháma a postupuje vpřed, zatímco Lukáš se vrací v čase od Ježíše k Adamovi. Seznamy jmen se shodují mezi Abrahamem a Davidem (jehož královský původ potvrzuje Ježíšův mesiášský titul Syn Davidův), ale od tohoto bodu se radikálně liší. Matouš uvádí dvacet sedm generací od Davida k Josefovi, zatímco Lukáš jich má čtyřicet dva, přičemž se téměř nepřekrývají ani mezi nimi, ani s jinými známými rodokmeny. Neshodují se ani v tom, kdo byl Josefovým otcem: Matouš říká, že jím byl Jákob, zatímco Lukáš, že jím byl Heli.
Tradiční křesťanští učenci (počínaje Africanem a Eusebiem) považují obě linie za pravdivé a nabízejí různá vysvětlení jejich rozdílů. Například jedna (obvykle Matoušova) může být považována za linii Josefa a druhá (obvykle Lukášova) za linii Marie, nebo jedna může být Ježíšova obvyklá právní linie a druhá jeho biologická pokrevní linie. Tyto verze mohou také odpovídat současnému popisu evangelií, že Ježíše porodila pouze panenská Maria, přičemž Josef je pouze jeho zákonným adoptivním otcem; Josef i Maria jsou považováni za Davidovy potomky. Těmto vysvětlením může posloužit i levirátní manželství, díky němuž může mít jedinec (jako Josef) dva zákonné otce. Někteří moderní kritičtí badatelé, jako například Marcus Borg a John Dominic Crossan, však tvrdí, že obě genealogie jsou výmysly, zkonstruované tak, aby mesiášský nárok odpovídal židovským kritériím.

## Matoušův rodokmen

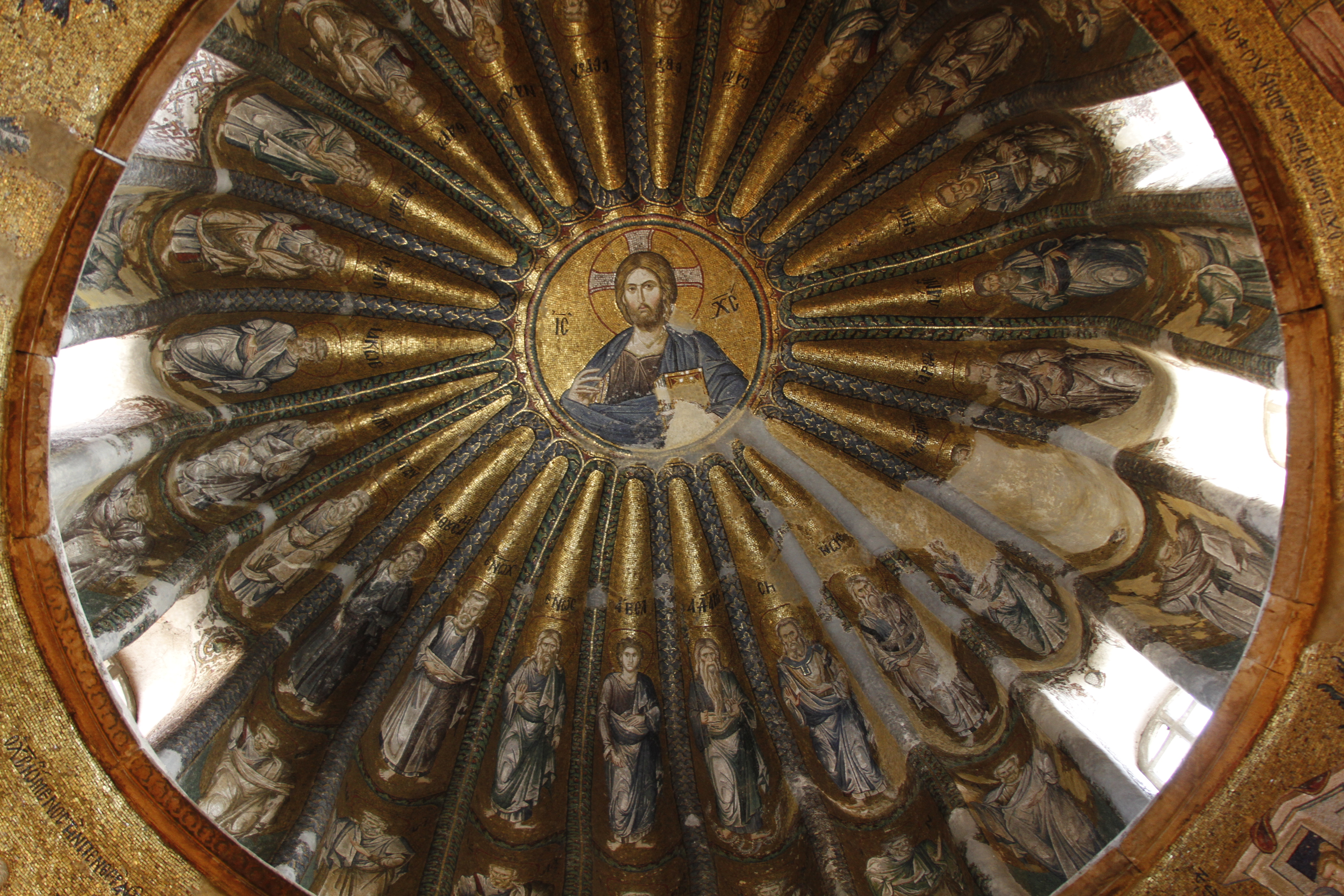
Jižní kopule vnitřní lodi kostela v Chóře v Istanbulu s vyobrazením Kristových předků od Adama

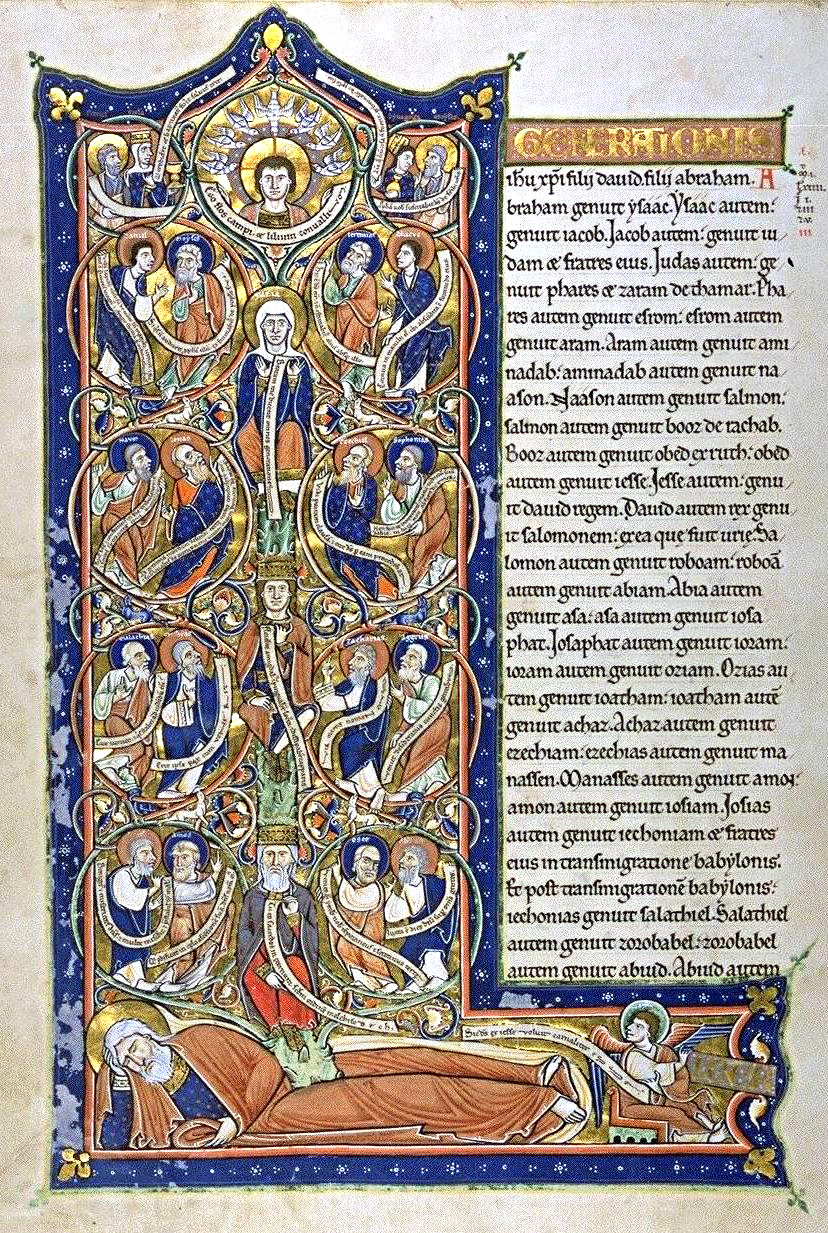
Rodokmen v Matoušově evangeliu byl tradičně znázorněn stromem Jesse, který ukazuje Ježíšův původ z Jesse, otce krále Davida

Matouš – Mt 1, 1–17 (Kral, ČEP) začíná evangelium slovy: „Listina rodu Ježíše Krista, syna Davidova, syna Abrahamova: Abraham zplodil Izáka, ...“ a pokračuje až k „... Jákob zplodil Josefa, manžela Marie, z níž se narodil Ježíš, zvaný Kristus. Celkem tedy bylo čtrnáct pokolení od Abraháma k Davidovi, čtrnáct od Davida k vyhnanství do Babylonu a čtrnáct od vyhnanství ke Kristu.“
Matouš hned na začátku zdůrazňuje Ježíšův titul Kristus – řecký překlad hebrejského titulu Mesiáš –, což znamená pomazaný ve smyslu pomazaného krále. Ježíš je představen jako dlouho očekávaný Mesiáš, který měl být potomkem krále Davida. Matouš začíná tím, že Ježíše nazývá synem Davidovým, čímž naznačuje jeho královský původ, a také synem Abrahamovým, čímž naznačuje, že je Izraelita; v obou případech jde o kmenové výrazy, v nichž syn znamená potomek, což připomíná zaslíbení, která Bůh dal Davidovi a Abrahamovi.
Matoušův úvodní titul (βίβλος γενέσεως, kniha rodů) je vykládán různě, ale s největší pravděpodobností je to prostě název pro následující rodokmen, který je ozvěnou Septuaginty, kde se stejný výraz používá pro rodokmeny.
| 1. Abraham 2. Izák 3. Jákob 4. Juda a Támar 5. Fares 6. Chesróm 7. Aram 8. Amínadab 9. Naason 10. Salmón a Rachab 11. Bóaz a Rút 12. Obéd 13. Isaj 14. David a Batšeba | 1. David 2. Šalomoun 3. Roboám 4. Abia 5. Asaf 6. Jóšafat 7. Jóram 8. Uziáš 9. Jótam 10. Achaz 11. Ezechiáš 12. Manase 13. Amos 14. Joziáš, narození jeho syna Jechoniáše v době babylonského vyhnanství | 1. Jechoniáš, zemřel v Babylóně 2. Salatiel 3. Zerubábel 4. Abiud 5. Eliakim 6. Azór 7. Sádok 8. Achim 9. Eliud 10. Eleazar 11. Mattan 12. Jákob 13. Josef a Maria 14. Ježíš |

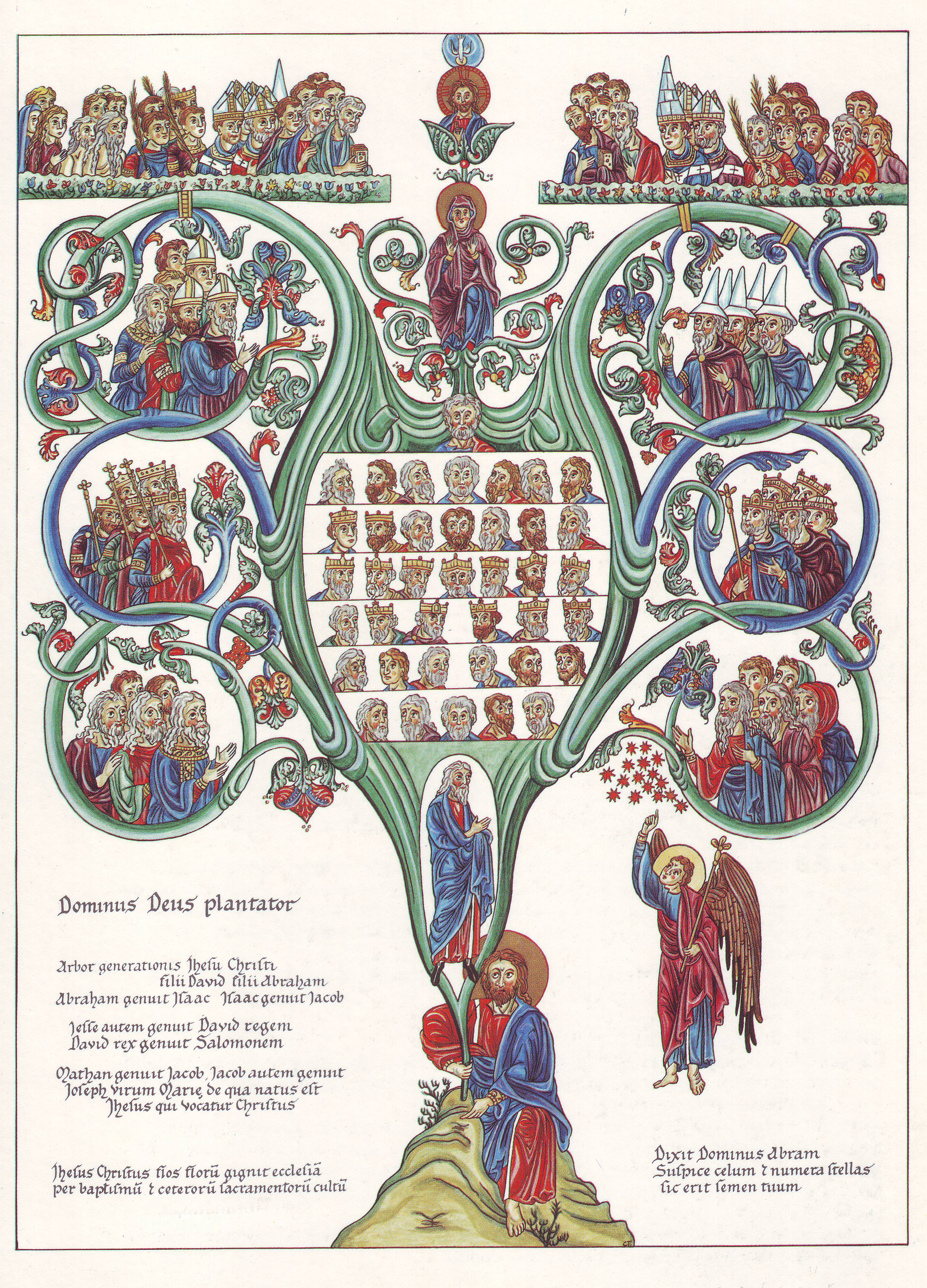
Ilustrace Stromu Jesse podle knihy Hortus deliciarum Herrada z Landsbergu (12. století)

Matoušův rodokmen je podstatně složitější než Lukášův. Je zjevně schematický, uspořádaný do tří skupin po čtrnácti, z nichž každá má odlišný charakter: 
- První z nich je bohatý na poznámky, zahrnuje čtyři matky a zmiňuje Judovy bratry a Perezova bratra.
- Druhá zahrnuje Davidovu královskou linii, ale vynechává několik generací a končí „Jechoniášem a jeho bratry v době babylonského vyhnanství.“
- Poslední z nich, který zřejmě zahrnuje pouze třináct generací, spojuje Josefa se Zerubábelem prostřednictvím řady jinak neznámých jmen, kterých je na tak dlouhé období pozoruhodně málo.

Celkový počet 42 generací je dosažen pouze vynecháním několika jmen, takže volba tří sad po čtrnácti se zdá být záměrná. Byla navržena různá vysvětlení: čtrnáct je dvakrát sedm, což symbolizuje dokonalost a smlouvu, a je to také gematrie (číselná hodnota) jména David.
Převod hebrejských jmen v tomto rodokmenu do řečtiny je většinou v souladu se Septuagintou, ale je zde několik zvláštností. Forma Asaf zřejmě ztotožňuje krále Ásu se žalmistou Asafem. Stejně tak někteří považují tvar Amos pro krále Amona za narážku na proroka Amose, ačkoli Septuaginta tento tvar nemá. V obou případech může jít jednoduše o asimilaci známějších jmen. Zajímavější jsou však ojedinělé formy Boes (Boaz, LXX Boos) a Rachab (Rahab, LXX Raab).

### Vynechání
| Starý zákon | Matouš |
| --- | --- |
| David Šalomoun Rechabeám Abijám Ása Jóšafat Jóram Achazjáš Jóaš Amasjáš Azarjáš Jótam Achaz Chizkijáš Menaše Amón Jóšijáš Jójakím Jójakín Salatiel Zorobabel | David Šalomoun Roboám Abia Asaf Jóšafat Jóram — Uziáš Jótam Achaz Ezechiáš Manase Amos Joziáš — Jechoniáš Salatiel Zorobabel |

Tři po sobě jdoucí judští králové jsou vynecháni: Achazjáš, Jóaš a Amasjáš. Tito králové jsou považováni za obzvláště zlé , od prokleté Achabovy linie přes jeho dceru Atalji až po třetí a čtvrté pokolení. Autor je mohl vynechat, aby vytvořil druhou sadu čtrnácti králů.
Dalším vynechaným králem je Jójakím, otec otec Jekoniáše, známého také jako Jójakín. V řečtině jsou si jména ještě podobnější, oba jsou někdy nazýváni Joachim. Když Matouš říká: „Jóšijáš zplodil Jekoniáše a jeho bratry v době vyhnanství,“ zřejmě je zaměňuje, protože bratry měl Jójakím, nikoli Jekoniáš, ale vyhnanství bylo v době Jekoniášově. Zatímco někteří to považují za chybu, jiní tvrdí, že toto opomenutí bylo opět záměrné, aby bylo zajištěno, že králové po Davidovi zahrnovali přesně čtrnáct generací.
Poslední skupina obsahuje rovněž čtrnáct generací. Pokud byl Joziášův syn zamýšlen jako Joakim, pak by mohl být Jechoniáš po exilu počítán samostatně. Někteří autoři navrhovali, že v původním Matoušově textu byl otcem Marie jeden Josef, který se následně oženil s někým jiným stejného jména.
Čtrnáct generací zahrnuje dobu od Jechoniáše, narozeného asi 616 př. n. l., po Ježíše, narozeného asi 4 př. n. l. Průměrný generační rozdíl by byl asi čtyřicet čtyři let. Ve Starém zákoně jsou však mezery mezi generacemi ještě větší. Také se nesetkáváme s žádnými případy papponymického pojmenování, kdy jsou děti pojmenovány po svých prarodičích, což byl běžný zvyk v celém tomto období. To může naznačovat, že Matouš tento úsek teleskopicky zkomolil tím, že taková opakování srazil.

## Lukášův rodokmen

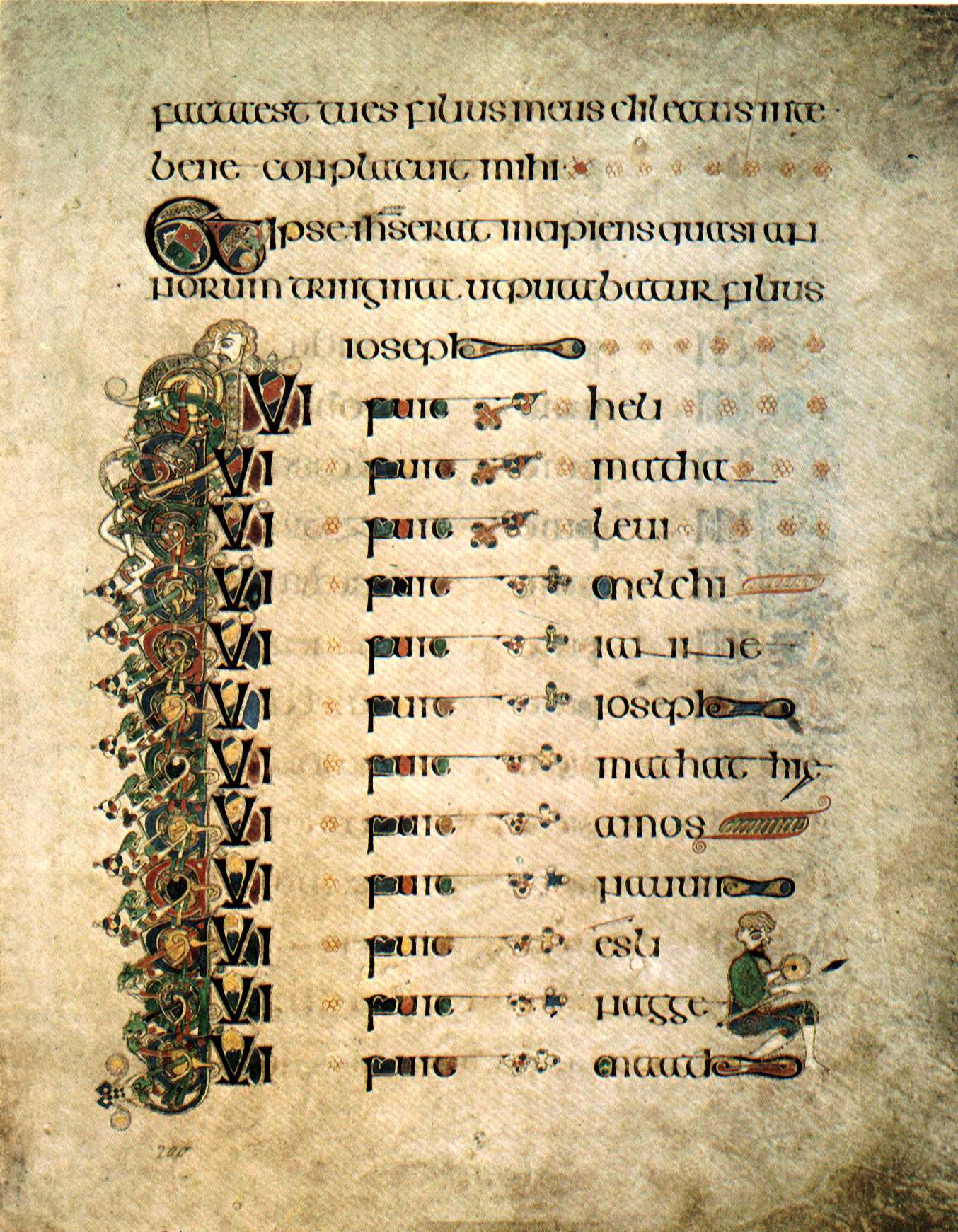
Lukášův rodokmen Ježíše z Knihy z Kellsu, přepsané keltskými mnichy kolem roku 800

V Lukášově evangeliu se rodokmen objevuje na začátku Ježíšova veřejného života. Tato verze je řazena vzestupně od Josefa k Adamovi. Po vyprávění o Ježíšově křtu Lukáš – Lk 3, 23–38 (Kral, ČEP) uvádí: „Ježíš sám začal být asi třicetiletý, protože byl (jak se předpokládalo) synem Josefa, který byl [synem] Heliho, ...“ (3,23) a pokračuje až k „Adamovi, který byl [synem] Božím“. (3,38) Řecký text Lukášova evangelia slovo „syn“ v rodokmenu za slovem „syn Josefův“ nepoužívá. Robertson poznamenává, že v řečtině „Lukáš má člen tou opakující uiou (syn) až před Josefem“.
| 1. Bůh 2. Adam 3. Šét 4. Enóš 5. Kainan 6. Maleleel 7. Jared 8. Henoch 9. Matusalem 10. Lámech 11. Noe 12. Sem 13. Arfaxad 14. Kainan 15. Sala | 1. Heber 2. Falek 3. Ragau 4. Seruch 5. Náchor 6. Tare 7. Abraham 8. Izák 9. Jákob 10. Juda 11. Fares 12. Chesróm 13. Arni 14. Amínadab | 1. Naason 2. Sala 3. Bóaz 4. Obéd 5. Isaj 6. David 7. Natham 8. Mattath 9. Menna 10. Melea 11. Eliakim 12. Jonam 13. Josef 14. Juda 15. Simeon | 1. Levi 2. Mathat 3. Jorim 4. Eliezer 5. Jesus 6. Er 7. Elamadam 8. Kosan 9. Addi 10. Melchi 11. Neri 12. Salatiel 13. Zorobabel 14. Resa 15. Johanan | 1. Joda 2. Josech 3. Semei 4. Matathias 5. Mahat 6. Nagai 7. Esli 8. Nahum 9. Amos 10. Matathias 11. Josef 12. Janai 13. Melchi 14. Levi 15. Mathat 16. Heli 17. Josef 18. Ježíš |

Tento rodokmen pochází z davidovské linie díky Nátanovi, což je jinak málo známý Davidův syn, který je ve Starém zákoně krátce zmíněn.
V Davidově původu se Lukáš zcela shoduje se Starým zákonem. Kainan je zařazen mezi Arfaxada a Šelu, což odpovídá textu Septuaginty (ačkoli v masoretském textu, kterým se řídí většina moderních Biblí, zařazen není).
Augustin poznamenává, že počet generací v Lukášově knize je 77, což je číslo symbolizující odpuštění všech hříchů. Tento počet se také shoduje se sedmdesáti generacemi z Henocha uvedenými v Henochově knize, které Lukáš pravděpodobně znal. Ačkoli Lukáš nikdy nepočítá generace jako Matouš, zdá se, že se také řídil hebdomadickým principem počítání po sedmi. Irenej však počítá od Adama pouze 72 generací.
Ze Starého zákona je dobře doloženo čtení „syn Aminadabův, syn Aramův“. Nestle-Alandovo kritické vydání, považované většinou moderních badatelů za nejlepší autoritu, přijímá variantu „syn Aminadabův, syn Adminův, syn Arniho (Ram)“, počítající 76 generací od Adama, nikoli od Boha.
Lukáš se výhradou „jak se předpokládalo“ (ἐνομίζετο) vyhýbá tvrzení, že Ježíš byl skutečně Josefovým synem, protože jeho narození z panny je potvrzeno v témže evangeliu. Podle některých názorů „jak se předpokládalo z Josefa“ považuje Lukáš za označení Ježíše za syna Eliho – to znamená, že Heli (Ἠλί, Heli) byl Ježíšovým dědečkem z matčiny strany, přičemž Lukáš sleduje Ježíšův původ přes Marii, jeho nejbližší pokrevní příbuznou, a zároveň uvádí Heliho zetě Josefa, nikoli Marii, aby zachoval patriarchální strukturu rodokmenu. D. A. Carson nazývá tento výklad „bolestně umělým“ a čtenáři by ho pravděpodobně neodvodili. Stejně tak R. P. Nettelhorst označuje toto podání za „nepřirozené a násilné“. Existují i další výklady toho, jak tato kvalifikace souvisí se zbytkem rodokmenu. Někteří považují zbytek za pravý Josefův rodokmen, přestože u Matouše je uveden jiný rodokmen.

## Srovnání obou rodokmenů
Následující tabulka obsahuje srovnání Matoušova a Lukášova rodokmenu. Sbližující se úseky jsou znázorněny zeleným pozadím a rozcházející se úseky žlutým pozadím. 
| Lukáš (neselektivní) | Matouš (selektivní a dynamické) |
| --- | --- |
| 1. Bůh, 2. Adam, 3. Šét, 4. Enóš, 5. Kainan, 6. Maleleel, 7. Jared, 8. Henoch, 9. Matusalem, 10. Lámech, 11. Noe, 12. Sem, 13. Arfaxad, 14. Kainan, 15. Sala, 16. Heber, 17. Falek, 18. Ragau, 19. Seruch, 20. Náchor, 21. Tare  | |
| 22. Abraham, 23. Izák, 24. Jákob, 25. Juda, 26. Fares, 27. Chesróm, 28. Arni, (Admin), 29. Aminadab, 30. Naason, 31. Salmon, 32. Bóaz, 33. Obéd, 34. Isaj, 35. David                                                             | Abraham, Izák, Jákob, Juda, Fares, Chesróm, Arni, (Admin), Aminadab, Naason, Sala, Bóaz, Obéd, Isaj, David |
| 36. Natham, 37. Mattath, 38. Menna, 39. Melea, 40. Eliakim, 41. Jonam, 42. Josef, 43. Juda, 44. Simeon, 45. Levi, 46. Mathat, 47. Jorim, 48. Eliezer, 49. Jesus, 50. Er, 51. Elamadam, 52. Kosan, 53. Addi, 54. Melchi, 55. Neri | Izraelský král Šalomoun, Judský král Roboám, Judský král Abia, Judský král Asaf, Judský král Jóšafat, Judský král Jóram, Judský král Uziáš, Judský král Jótam, Judský král Achaz, Judský král Ezechiáš, Judský král Manase, Judský král Amos, Judský král Joziáš, Judský král Jechoniáš |
| 56. Salatiel, 57. Zorobabel | Salatiel, Zorobabel |
| 58. Resa, 59. Johanan, 60. Joda, 61. Josech, 62. Semei, 63. Matathias, 64. Mahat, 65. Nagai, 66. Esli, 67. Nahum, 68. Amos, 69. Matathias, 70. Josef, 71. Janai, 72. Melchi, 73. Levi 74. Mathat, 75. Heli                       | Abiud, Eliakim, Azór, Sádok, Achim, Eliud, Eleazar, Mattan Jákob |
| 76. Josef, 77. Ježíš | Josef, Maria, Ježíš |

## Vysvětlení rozdílů

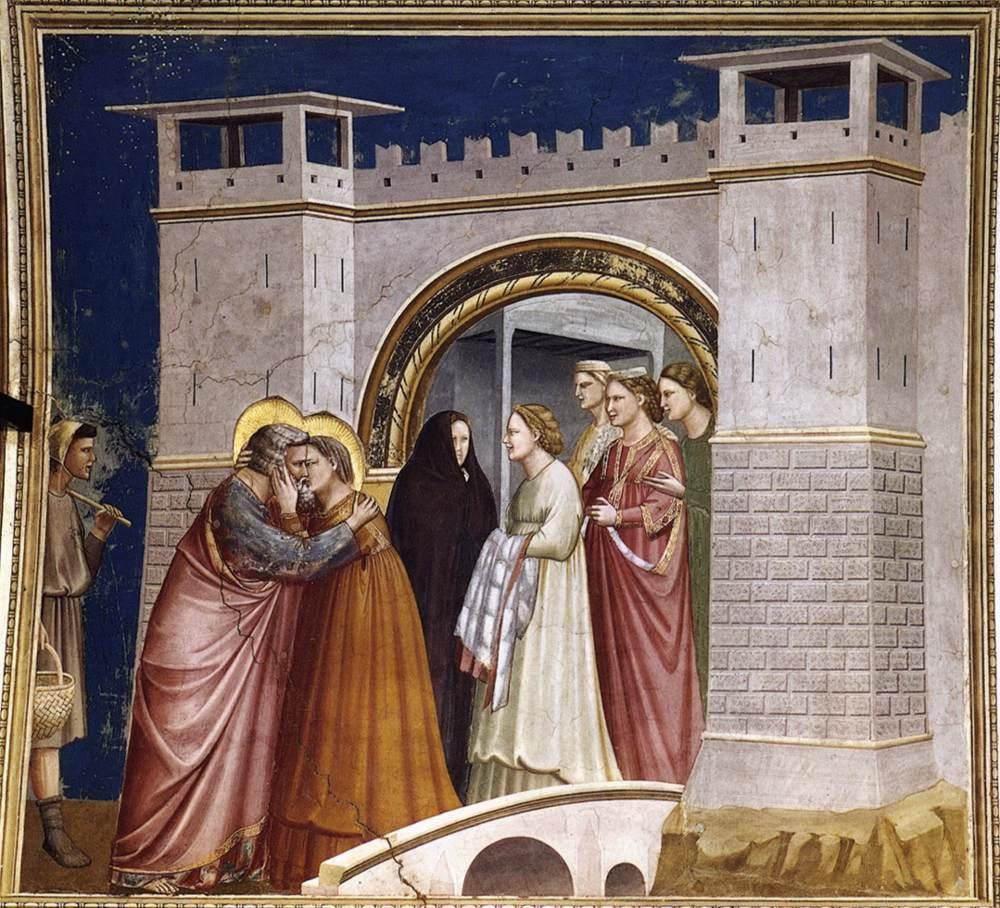
Giotto di Bondone, Setkání u Zlaté brány, 1305

Církevní otcové se domnívali, že obě zprávy jsou pravdivé. Eusebius z Cesareje ve svých Církevních dějinách věnuje této otázce sedmou kapitolu první knihy a tvrdí, že rozdíly jsou založeny na tom, zda je někdo považován za otce podle přirozenosti, nebo podle zákona. Podobně Jan Damašský ve své knize Přesný výklad ortodoxní víry tvrdí, že Heli z kmene Nátanova zemřel bezdětný a Jákob z kmene Šalamounova si vzal jeho ženu a zplodil potomka svému bratrovi a zplodil Josefa v souladu s Písmem, konkrétně s jibbum (micva, podle níž si muž musí vzít bezdětnou vdovu po svém bratrovi); Josef je tedy od přírody synem Jákoba z rodu Šalomounova, ale podle zákona je synem Heliho z rodu Nátanova.
Moderní věda má tendenci považovat Ježíšovy rodokmeny spíše za teologický konstrukt než za faktickou historii: rodokmeny rodin, které nebyly kněžské, obvykle nebyly k dispozici a rozpory mezi oběma seznamy jsou považovány za jasný důkaz, že nebyly založeny na genealogických záznamech. Kromě toho je používání titulů jako „Syn Boží“ a „Syn Davidův“ považováno za důkaz, že nepocházejí z nejstarších evangelijních tradic. Raymond E. Brown říká, že rodokmeny „nám neříkají nic jistého o jeho prarodičích nebo praprarodičích“. Marcus Borg a John Dominic Crossan tvrdí, že oba rodokmeny jsou výmysly, které mají podpořit mesiášská tvrzení.
Gundry považuje řadu neznámých jmen u Matouše, která spojují Josefova dědečka se Zerubábelem, za naprostý výmysl, který vznikl shromážděním a následnou úpravou různých jmen z 1. knihy Letopisů. Sivertsen považuje Lukášovo jméno za uměle poskládané z ústní tradice. Předexilní řada Levi, Simeon, Juda, Josef se skládá ze jmen kmenových patriarchů, mnohem častějších po exilu než před ním, zatímco jménem Matatiáš a jeho variantami začínají nejméně tři podezřele podobné úseky. Podobně Kuhn naznačuje, že dvě řady Ježíš-Matatiáš (77–63) a Ježíš-Matach (49–37) jsou duplikáty.
Rozpory mezi jednotlivými seznamy byly již od starověku používány ke zpochybnění přesnosti evangelijních svědectví a několik raně křesťanských autorů na ně reagovalo. Například Augustin se několikrát pokusil vyvrátit každou kritiku, a to nejen proto, že manichejci v jeho době využívali tyto rozdíly k útokům na křesťanství, ale také proto, že je sám v mládí vnímal jako důvod k pochybnostem o pravdivosti evangelií. Rozdílná jména Josefova otce vysvětloval tím, že Josef měl biologického otce a adoptivního otce a že jedno z evangelií sleduje rodokmen přes adoptivního otce, aby tak vytvořilo paralelu mezi Josefem a Ježíšem (oba měli adoptivního otce) a jako metaforu pro Boží vztah k lidem v tom smyslu, že Bůh „adoptoval“ lidské bytosti jako své děti.
Jedním z obvyklých vysvětlení těchto rozdílů je, že Matouš zaznamenává skutečný právní rodokmen Ježíše skrze Josefa, podle židovských zvyklostí, zatímco Lukáš, píšící pro pohanské publikum, uvádí skutečný biologický rodokmen Ježíše přes Marii, aby uznal narození z panny. Někteří považují tento argument za problematický, protože oba sledují svůj rodokmen přes Josefa, ale Lukáš mohl nahradit Marii Josefem (Heliným zetěm), aby vyhověl patriarchální genealogické struktuře. Eusebius z Cesareje naproti tomu potvrdil Africanův výklad, že Lukášův rodokmen se týká Josefa (nikoli Marie), který byl přirozeným synem Jákoba, ačkoli právně pocházel z Helího, který byl Jákobovým rodným bratrem.

### Levirátní manželství
Nejstarší tradice, která vysvětluje rozdělení Josefových rodů, se týká zákona levirátního manželství. Žena, jejíž manžel zemřel bez potomka, byla podle zákona povinna uzavřít sňatek s bratrem svého manžela a prvorozený syn Yibbum byl počítán a zapsán jako syn zemřelého bratra – Dt 25, 5 (Kral, ČEP) a násl. Sextus Julius Africanus ve svém listu Aristidovi ze 3. století uvádí tradici, podle níž se Josef narodil právě z takového levirátního manželství. Podle této zprávy byl Josefovým biologickým otcem Jákob, syn Matanův, jak uvádí Matouš, zatímco jeho zákonným otcem byl Heli, syn Melchiho (sic), jak uvádí Lukáš.
Křesťanský autor Valerij Sterkh v komentáři k Africanovu vysvětlení píše:
Je třeba dodat, že levirátní vazby mezi oběma rodokmeny se nacházejí nejen na konci, ale i na začátku. Tento závěr je zřejmý, protože oba rodokmeny se uprostřed protínají u Zorobabela, syna Salatielova – viz Mt 1, 12–13 (Kral, ČEP); Lk 3, 27 (Kral, ČEP). Nátan byl starší bratr, Šalomoun byl mladší, další v pořadí po něm – viz 2Sam 5, 14–16 (Kral, ČEP); 1Kron 3, 5 (Kral, ČEP), proto byl prvním kandidátem na levirátní manželství – srov. Rt 3, 1 – 4, 21 (Kral, ČEP); Lk 20, 27–33 (Kral, ČEP). Starý zákon mlčí o tom, zda měl Nátan děti, takže můžeme docela dobře usuzovat, že žádné neměl. Šalomoun však měl velkou schopnost milovat: „Měl mnoho žen: sedm set kněžen a tři sta ženin“ – 1Kr 11, 3 (Kral, ČEP). Teoreticky se tedy mohl oženit s vdovou po Nátanovi. Je-li tomu tak, pak je Mattatha synem Šalomounovým podle těla a synem Nátanovým podle Zákona. Ve světle výše uvedených okolností již rozdíly mezi oběma rodokmeny nepředstavují problém.
Bylo však zpochybněno, zda se levirátní sňatky mezi pokrevními bratry skutečně vyskytovaly; Halacha Beth Hillel je výslovně vylučuje, ale Šamaj je povoluje. Podle jezuitského teologa Anthonyho Maase otázka, kterou saduceové ve všech třech synoptických evangeliích předložili Ježíšovi ohledně ženy se sedmi levirátními manžely, naznačuje, že tento zákon byl v Kristově době dodržován.

### Rodokmen matky v Lukášovi
Mezi teology je běžné vysvětlení, že Lukášův rodokmen se týká Marie, jejímž otcem je Heli, zatímco Matoušův rodokmen popisuje Josefa.
Lukášův text říká, že Ježíš byl „syn, jak se předpokládalo, Josefův, Heliho“ (υἱός, ὡς ἐνομίζετο, Ἰωσὴφ, τοῦ Ἠλὶ.) Tradičně se toto upřesnění chápe jako potvrzení narození z panny, ale někteří v něm spatřují spíše vyjádření v závorce: „syn (jak se předpokládalo o Josefovi) Heliho.“ Podle tohoto výkladu je Ježíš nazýván synem Heliho, protože Heli byl jeho dědečkem z matčiny strany, jeho nejbližším mužským předkem. Variantou této myšlenky je výklad „Josef, syn Heliho“, který znamená zeť, možná dokonce adoptivní dědic Heliho skrze jeho jedinou dceru Marii. Příkladem starozákonního užití takového výrazu je Jair, který je nazýván „Jair, syn Manasesův“, ale ve skutečnosti byl synem Manasesovy vnučky. V každém případě je podle tohoto argumentu přirozené, že evangelista, uznávající jedinečný případ narození z panny, uvádí Ježíšův rodokmen z matčiny strany, přičemž jej vyjadřuje poněkud neobratně v tradičním patrilineárním stylu.
Podle R. A. Torreyho není Maria nepřímo zmíněna jménem proto, že staří Hebrejci nikdy nedovolili, aby se jméno ženy dostalo do genealogických tabulek, ale vložili do nich jejího manžela jako syna toho, kdo byl ve skutečnosti jen jeho tchánem.
Lightfoot vidí potvrzení v nejasné pasáži Talmudu, která podle jeho čtení odkazuje na „Marii, dceru Eliho“; identita této Marie i čtení jsou však pochybné. Patristická tradice naopak důsledně identifikuje Mariina otce jako Joachima. Objevily se domněnky, že Eli (Heli) je zkratkou jména Eliakim, což je ve Starém zákoně alternativní jméno Joakima, po němž je Joachim pojmenován.
Tato teorie je v souladu s ranými tradicemi, které Marii připisují davidovský původ. Souhlasí také s tím, že Lukáš se více zaměřuje na Marii, na rozdíl od Matouše, který se soustředí na Josefovu perspektivu. Na druhou stranu v evangeliu ani v žádné rané tradici není výslovně uvedeno, že by rodokmen patřil Marii.
Židovská tradice připisující Marii davidovský původ je zaznamenána v knize Doctrina Jacobi (napsané v roce 634), v níž se tiberiánský rabín vysmívá křesťanskému uctívání Marie tím, že líčí její rodokmen podle tradice tiberiánských Židů:
Proč křesťané Marii tak velebí a nazývají ji vznešenější než Cherubíny, nesrovnatelně větší než Serafíny, vyvýšenou nad nebesa, čistší než samotné sluneční paprsky? Vždyť to byla žena, z rodu Davidova, narozená Anně, matce, a Joachimovi, otci, který byl synem Panthera. Panther a Melchi byli bratři, synové Léviho, z rodu Nátanova, jehož otcem byl David z pokolení Judova.
O sto let později Jan z Damašku a další uvádějí podobné informace, pouze vkládají další generaci, Barpanther (aramejsky syn Pantherův, což ukazuje na špatně pochopený aramejský zdroj). Jistý kníže Andronikus později našel stejnou polemiku v knize patřící rabínovi jménem Eliáš.
Tvrzení, že Lukáš uvádí Mariin rodokmen, je zmíněno v jediném dochovaném textu z 5. století, v němž ho pseudo-Hilary cituje jako názor, který zastávali mnozí, i když ne on sám. Toto tvrzení oživil Annius z Viterba v roce 1498 a jeho popularita rychle vzrostla.
Moderní vědci tento přístup odmítají: Raymond E. Brown jej označil za „zbožnou dedukci“ a Joachim Gnilka za „zoufale trapný“. D. A. Carson označuje tento výklad za „bolestně umělý“ a pro Lukášovy posluchače by nebyl pochopitelný. Stejně tak R. P. Nettelhorst označuje tento výklad za „nepřirozený a násilný“.
Židovské právo je pro tyto záležitosti relevantní. Ten se v těchto otázkách zásadně liší od římského práva, ale platil v rámci židovské společnosti a státu Judea a jako jediný ho sám Ježíš výslovně uznal za závazný a autoritativní, jak je zaznamenáno v Mt 23, 1–3 (Kral, ČEP). Neuznává mateřské předky, neboť se vztahuje na dědické nároky, které jdou výhradně přes otce.

### Mateřští předkové v Matoušovi
Menšinový názor je, že zatímco Lukáš uvádí rodokmen Josefa, Matouš uvádí rodokmen Marie. Některé starověké autority zřejmě předkládají tento výklad. Ačkoli řecký text v této podobě jasně odporuje, objevila se domněnka, že v původním textu Matouš uvádí jednoho Josefa jako Mariina otce a druhého jako jejího manžela. To elegantně vysvětluje nejen to, proč se Matoušův rodokmen liší od Lukášova, ale také to, proč Matouš počítá čtrnáct generací místo třinácti. Blair považuje různé dochované verze za předvídatelný výsledek opakovaných pokusů opisovačů opravit zjevnou chybu. Jiní, včetně Victora Paula Wierwilleho, tvrdí, že zde aramejský originál Matouše použil slovo gowra (což by mohlo znamenat otec), které řecký překladatel při absenci samohláskových značek přečetl jako gura (manžel). V každém případě by rané chápání toho, že Matouš sledoval Mariin rodokmen, vysvětlovalo, proč rozpor mezi Matoušem a Lukášem zřejmě unikl pozornosti až do 3. století.

### Lukášova verze teorie levirátního manželství
Ačkoli většina zpráv připisujících Lukášův rodokmen Mariině linii nezahrnuje levirátní manželství, výše uvedené prameny je doplňují. Každý z těchto textů pak dále popisuje, stejně jako Julius Africanus (ale s vynecháním jména Estha), jak byl Melchi příbuzný s Josefem prostřednictvím levirátního manželství. 
|                |                |                |                |                |                |       |       |       |       |       |       |       |       |               |               | David         |               |               |               |  |  |      |      |      |      |      |      |        |        |        |        |        |        |                |                |                |                |                |                |         |         |         |         |         |         |
|                |                |                |                |                |                |       |       |       |       |       |       |       |       |               |               |               |               |               |               |  |  |      |      |      |      |      |      |        |        |        |        |        |        |                |                |                |                |                |                |         |         |         |         |         |         |
|                |                |                |                |                |                |       |       |       |       |       |       |       |       |               |               |               |               |               |               |  |  |      |      |      |      |      |      |        |        |        |        |        |        |                |                |                |                |                |                |         |         |         |         |         |         |
|                |                |                |                |                |                |       |       |       |       |       |       |       |       |               |               |               |               |               |               |  |  |      |      |      |      |      |      |        |        |        |        |        |        |                |                |                |                |                |                |         |         |         |         |         |         |
| Šalomoun       | Šalomoun       | Šalomoun       | Šalomoun       | Šalomoun       | Šalomoun       |       |       |       |       |       |       |       |       |               |               |               |               |               |               |  |  |      |      |      |      |      |      |        |        |        |        |        |        | Natham         | Natham         | Natham         | Natham         | Natham         | Natham         |         |         |         |         |         |         |
| Šalomoun       | Šalomoun       | Šalomoun       | Šalomoun       | Šalomoun       | Šalomoun       |       |       |       |       |       |       |       |       |               |               |               |               |               |               |  |  |      |      |      |      |      |      |        |        |        |        |        |        | Natham         | Natham         | Natham         | Natham         | Natham         | Natham         |         |         |         |         |         |         |
|                |                |                |                |                |                |       |       |       |       |       |       |       |       |               |               |               |               |               |               |  |  |      |      |      |      |      |      |        |        |        |        |        |        |                |                |                |                |                |                |         |         |         |         |         |         |
|                |                |                |                |                |                |       |       |       |       |       |       |       |       |               |               |               |               |               |               |  |  |      |      |      |      |      |      |        |        |        |        |        |        |                |                |                |                |                |                |         |         |         |         |         |         |
| Mnoho generací | Mnoho generací | Mnoho generací | Mnoho generací | Mnoho generací | Mnoho generací |       |       |       |       |       |       |       |       |               |               |               |               |               |               |  |  |      |      |      |      |      |      |        |        |        |        |        |        | Mnoho generací | Mnoho generací | Mnoho generací | Mnoho generací | Mnoho generací | Mnoho generací |         |         |         |         |         |         |
| Mnoho generací | Mnoho generací | Mnoho generací | Mnoho generací | Mnoho generací | Mnoho generací |       |       |       |       |       |       |       |       |               |               |               |               |               |               |  |  |      |      |      |      |      |      |        |        |        |        |        |        | Mnoho generací | Mnoho generací | Mnoho generací | Mnoho generací | Mnoho generací | Mnoho generací |         |         |         |         |         |         |
|                |                |                |                |                |                |       |       |       |       |       |       |       |       |               |               |               |               |               |               |  |  |      |      |      |      |      |      |        |        |        |        |        |        |                |                |                |                |                |                |         |         |         |         |         |         |
|                |                |                |                |                |                |       |       |       |       |       |       |       |       |               |               |               |               |               |               |  |  |      |      |      |      |      |      |        |        |        |        |        |        |                |                |                |                |                |                |         |         |         |         |         |         |
| Eleazar        | Eleazar        | Eleazar        | Eleazar        | Eleazar        | Eleazar        |       |       |       |       |       |       |       |       |               |               |               |               |               |               |  |  |      |      |      |      |      |      |        |        |        |        |        |        | Levi           | Levi           | Levi           | Levi           | Levi           | Levi           |         |         |         |         |         |         |
| Eleazar        | Eleazar        | Eleazar        | Eleazar        | Eleazar        | Eleazar        |       |       |       |       |       |       |       |       |               |               |               |               |               |               |  |  |      |      |      |      |      |      |        |        |        |        |        |        | Levi           | Levi           | Levi           | Levi           | Levi           | Levi           |         |         |         |         |         |         |
|                |                |                |                |                |                |       |       |       |       |       |       |       |       |               |               |               |               |               |               |  |  |      |      |      |      |      |      |        |        |        |        |        |        |                |                |                |                |                |                |         |         |         |         |         |         |
|                |                |                |                |                |                |       |       |       |       |       |       |       |       |               |               |               |               |               |               |  |  |      |      |      |      |      |      |        |        |        |        |        |        |                |                |                |                |                |                |         |         |         |         |         |         |
| Matthan        | Matthan        | Matthan        | Matthan        | Matthan        | Matthan        |       |       |       |       |       |       |       |       | Estha         | Estha         | Estha         | Estha         | Estha         | Estha         |  |  |      |      |      |      |      |      | Melchi | Melchi | Melchi | Melchi | Melchi | Melchi |                |                |                |                |                |                | Panther | Panther | Panther | Panther | Panther | Panther |
| Matthan        | Matthan        | Matthan        | Matthan        | Matthan        | Matthan        |       |       |       |       |       |       |       |       | Estha         | Estha         | Estha         | Estha         | Estha         | Estha         |  |  |      |      |      |      |      |      | Melchi | Melchi | Melchi | Melchi | Melchi | Melchi |                |                |                |                |                |                | Panther | Panther | Panther | Panther | Panther | Panther |
|                |                |                |                |                |                |       |       |       |       |       |       |       |       |               |               |               |               |               |               |  |  |      |      |      |      |      |      |        |        |        |        |        |        |                |                |                |                |                |                |         |         |         |         |         |         |
|                |                |                |                |                |                |       |       |       |       |       |       |       |       |               |               |               |               |               |               |  |  |      |      |      |      |      |      |        |        |        |        |        |        |                |                |                |                |                |                |         |         |         |         |         |         |
|                |                |                |                |                |                | Jacob | Jacob | Jacob | Jacob | Jacob | Jacob |       |       | (nejmenovaný) | (nejmenovaný) | (nejmenovaný) | (nejmenovaný) | (nejmenovaný) | (nejmenovaný) |  |  | Heli | Heli | Heli | Heli | Heli | Heli |        |        |        |        | Anna   | Anna   | Anna           | Anna           | Anna           | Anna           |                |                | Jáchym  | Jáchym  | Jáchym  | Jáchym  | Jáchym  | Jáchym  |
|                |                |                |                |                |                | Jacob | Jacob | Jacob | Jacob | Jacob | Jacob |       |       | (nejmenovaný) | (nejmenovaný) | (nejmenovaný) | (nejmenovaný) | (nejmenovaný) | (nejmenovaný) |  |  | Heli | Heli | Heli | Heli | Heli | Heli |        |        |        |        | Anna   | Anna   | Anna           | Anna           | Anna           | Anna           |                |                | Jáchym  | Jáchym  | Jáchym  | Jáchym  | Jáchym  | Jáchym  |
|                |                |                |                |                |                |       |       |       |       |       |       |       |       |               |               |               |               |               |               |  |  |      |      |      |      |      |      |        |        |        |        |        |        |                |                |                |                |                |                |         |         |         |         |         |         |
|                |                |                |                |                |                |       |       |       |       |       |       |       |       |               |               |               |               |               |               |  |  |      |      |      |      |      |      |        |        |        |        |        |        |                |                |                |                |                |                |         |         |         |         |         |         |
|                |                |                |                |                |                |       |       |       |       | Josef | Josef | Josef | Josef | Josef         | Josef         |               |               |               |               |  |  |      |      |      |      |      |      | Maria  | Maria  | Maria  | Maria  | Maria  | Maria  |                |                |                |                |                |                |         |         |         |         |         |         |
|                |                |                |                |                |                |       |       |       |       | Josef | Josef | Josef | Josef | Josef         | Josef         |               |               |               |               |  |  |      |      |      |      |      |      | Maria  | Maria  | Maria  | Maria  | Maria  | Maria  |                |                |                |                |                |                |         |         |         |         |         |         |
|                |                |                |                |                |                |       |       |       |       |       |       |       |       |               |               |               |               |               |               |  |  |      |      |      |      |      |      |        |        |        |        |        |        |                |                |                |                |                |                |         |         |         |         |         |         |
|                |                |                |                |                |                |       |       |       |       |       |       |       |       |               |               |               |               |               |               |  |  |      |      |      |      |      |      |        |        |        |        |        |        |                |                |                |                |                |                |         |         |         |         |         |         |
|                |                |                |                |                |                |       |       |       |       |       |       |       |       |               |               |               |               |               |               |  |  |      |      |      |      |      |      |        |        |        |        | Ježíš  |        |                |                |                |                |                |                |         |         |         |         |         |         |
|                |                |                |                |                |                |       |       |       |       |       |       |       |       |               |               |               |               |               |               |  |  |      |      |      |      |      |      |        |        |        |        |        |        |                |                |                |                |                |                |         |         |         |         |         |         |

Beda předpokládal, že se Julius Africanus spletl, a opravil Melchiho na Matthata. Protože však papponymie byly v tomto období běžné, nebylo by překvapivé, kdyby se Matthat jmenoval také Melchi po svém dědečkovi.

### Panther
Výše zmíněné jméno Panther provází kontroverze, protože se tvrdí, že Ježíšův otec byl voják jménem Pantera. Celsus se o tom zmiňuje ve svém spise Pravdivé slovo, kde ho cituje Origenes v knize 1,32: „Vraťme se však nyní k místu, kde je uveden Žid, který mluví o ,Ježíšově matceʻ a říká, že ,když byla těhotná, byla zavržena tesařem, s nímž byla zasnoubena, jako vinná cizoložstvím, a že porodila dítě jistému vojákovi jménem Panthera.ʻ“ Epifanius při vyvracení Celsa píše, že Josef a Kleofáš byli syny „Jakuba, příjmením Panthera.“
Dva texty z talmudické éry, v nichž se hovoří o „Ježíši, synu Pantery (Pandery)“, jsou Tosefta Hullin 2,22 a násl: „Jákob ... přišel, aby ho uzdravil ve jménu Ježíše, syna Pantery“ a Qohelet Rabba 1:8(3): „Jákob ... přišel, aby ho uzdravil ve jménu Ježíše, syna Panderova“ a některá vydání Jeruzalémského Talmudu také výslovně jmenují Ježíše jako syna Panderova: Jeruzalémská Aboda Zara 2,2/7: „někdo... mu pošeptal ve jménu Ježíše, syna Panderova“; Jeruzalémský Šabbot 14,4/8: „někdo... mu pošeptal ve jménu Ježíše, syna Panderova“; Jeruzalémská Aboda Zara 2,2/12: „Jákob... ho přišel uzdravit. Řekl mu: Budeme s tebou mluvit ve jménu Ježíše, syna Panderova“; Jeruzalémský Šabot 14,4/13: „Jákob... přišel ve jménu Ježíše Panderova, aby ho uzdravil“. Protože některá vydání Jeruzalémského talmudu jméno Ježíš v těchto pasážích neuvádějí, je tato spojitost sporná.

### Zákonné dědictví
Jedním z tradičních vysvětlení je, že Matouš nesleduje rodokmen v moderním biologickém smyslu, ale záznam o právním dědictví, který ukazuje Ježíšovo nástupnictví v královské linii.
Podle této teorie tedy Matoušovým bezprostředním cílem není David, ale Jechoniáš, a ve své poslední čtrnáctičlenné skupině může volně přeskočit k dědečkovi z matčiny strany, přeskočit generace nebo snad dokonce sledovat adoptivní rodokmen, aby se k němu dostal. Byly učiněny pokusy o rekonstrukci Matoušovy trasy, od zásadní práce lorda Herveyho až po Massonovu novější práci, ale všechny jsou nevyhnutelně velmi spekulativní.
Východiskem by mohla být prostá adopce jednoho ze dvou Josefových otců, jak naznačuje Augustin, nebo spíše zvláštní adopce tchánem bez synů, případně by mohlo jít o dědečka z matčiny strany. Na druhou stranu podobnost mezi Matanem a Matathem naznačuje, že jde o téhož muže (v tom případě jsou Jákob a Eli buď identičtí, nebo plnoprávní bratři zapojení do levirátního manželství), a Matanův odklon od Lukáše v tomto bodě může být pouze sledováním zákonné dědické linie, snad prostřednictvím dědečka z matčiny strany. Taková úvaha by mohla dále vysvětlit, co se stalo se Zorobábelem a Šealtíelem.
Klíčovým problémem těchto výkladů je však to, že v židovském právu, které je samozřejmě relevantní právní tradicí i podle Ježíše – Mt 23, 1–3 (Kral, ČEP), nikoliv podle římské právní tradice, žádné přijetí neexistuje. Pokud Josef není biologickým otcem, nevztahuje se jeho rodokmen na Ježíše a v židovském právu není k dispozici žádné ustanovení, které by to mohlo změnit. Přirozený otec je vždy otcem člověka. V židovském právu není možné ani dědění rodových nároků přes matku.

## Zerubábel, syn Šealtíelův
Hlavní článek: Zerubábel
Rodokmeny u Lukáše a Matouše se krátce sbíhají u Zerubábela (Zorobabela), syna Šealtíelova (Salatielova), ačkoli se liší jak nad Šealtíelem, tak pod Zerubábelem. V tomto bodě se také Matouš odchyluje od starozákonního podání.

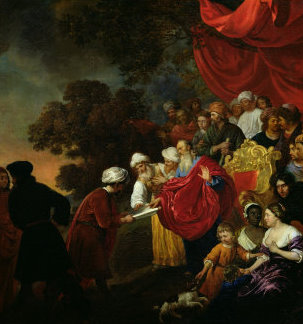
Zerubábel ukazuje Kýrovi Velikému plán Jeruzaléma

Ve Starém zákoně byl Zerubábel hrdinou, který kolem roku 520 př. n. l. vedl Židy zpět z Babylonu, spravoval Judsko a znovu postavil chrám. Několikrát je nazýván synem Šealtíelovým. Jednou se objevuje v rodokmenech v Knize kronik, kde jsou sledováni jeho potomci po několik generací, ale pasáž má řadu obtíží. Zatímco text Septuaginty zde uvádí jako jeho otce Šealtíela, masoretský text místo něj uvádí Šealtíelova bratra Pedajáše – oba byli podle pasáže syny krále Jekoniáše. Někteří, kteří přijímají masoretské čtení, předpokládají, že Pedajáš zplodil syna Šealtiélovi na základě levirátního manželství, ale většina učenců nyní přijímá znění Septuaginty jako původní, ve shodě s Matoušem a všemi ostatními podáními.
Výskyt Zerubábela a Šealtiela u Lukáše nemusí být nic jiného než shoda jmen (Zerubábel je přinejmenším velmi časté babylonské jméno). Šealtiel je uváděn jako zcela jiného původu a Zerubábel jako jiný syn. Navíc interpolace mezi známými daty by Lukášovo narození Šealtíela zařadila právě do doby, kdy slavný Zerubábel vedl Židy zpět z Babylonu. Je tedy pravděpodobné, že Lukášův Šealtiel a Zerubábel byli odlišní od Matoušova, a možná se dokonce jmenovali podle něj.
Pokud jsou totožní, jak mnozí zdůrazňují, pak vyvstává otázka, jak mohl mít Šealtiel stejně jako Josef dva otce. Často se přitom poukazuje na další složité levirátní manželství. Richard Bauckham však argumentuje ve prospěch pravosti pouze Lukášovy knihy. Podle tohoto názoru je rodokmen v Knize kronik pozdním dodatkem, který narouboval Zerubábela na rodokmen jeho předchůdců, a Matouš pouze sledoval královskou posloupnost. Ve skutečnosti, jak říká Bauckham, Zerubábelova legitimita závisela na tom, že pocházel z Davidova rodu skrze Nátana (Natham) – Lk 3, 31 (Kral, ČEP), a nikoli z proroky prokleté vládnoucí linie.
Jméno Rhesa (Resa) – Lk 3, 27 (Kral, ČEP), které je u Lukáše uvedeno jako syn Zerubábelův, je obvykle chápáno jako aramejské slovo rēʾšāʾ, což znamená hlava nebo kníže. Mohlo by se dobře hodit k Zerubábelovu synovi, ale někteří toto jméno považují za chybný titul samotného Zerubábela. Pokud by tomu tak bylo, další generace v Lukášově knize, Joanán (Jonam), by mohla být Chananiášem v Knize kronik. Následující jména v Lukášovi, stejně jako další Matoušovo jméno Abiud (Abia) – Mt 1, 7 (Kral, ČEP), nelze v Knize kronik identifikovat na více než spekulativním základě.

## Naplnění proroctví
Hlavní články: Davidovská dynastie v biblických proroctvích a Starozákonní mesiášská proroctví citovaná v Novém zákoně
V Ježíšově době již bylo všeobecně známo, že několik starozákonních proroctví slibuje Mesiáše pocházejícího z krále Davida. Proto se evangelia při sledování Ježíšova davidovského původu snaží ukázat, že se v něm tato mesiášská proroctví naplnila.
Proroctví Nátanovo – chápané jako předpověď Božího syna, který zdědí trůn svého předka Davida a bude vládnout navěky – je citováno v listu Židům a je na něj silná narážka v Lukášově vyprávění o Zvěstování. Podobně Žalmy zaznamenávají Boží příslib, že na trůn navěky dosadí Davidovo potomstvo, zatímco Izajáš a Jeremiáš hovoří o nadcházející vládě spravedlivého krále z Davidova rodu.
Davidovi předkové jsou také v několika proroctvích chápáni jako předkové Mesiáše. Izaiášův popis větve či kořene Jesse je Pavlem dvakrát citován jako zaslíbení Krista.
Ještě kontroverznější jsou proroctví o příbuznosti či nepříbuznosti Mesiáše s některými Davidovými potomky:
- Bůh slíbil králi Šalomounovi, že ho navždy posadí na trůn nad Izraelem,[92] ale tento slib byl podmíněn dodržováním Božích přikázání.[93] To, že tak Šalomoun neučinil, je výslovně uvedeno jako důvod následného rozdělení jeho království.[94]
- O králi Joakimovi Jeremiáš prorokoval: „Nebude mít nikoho, kdo by usedl na Davidův trůn,“[95] a o jeho synovi, králi Jekoniášovi: „Napiš, že tento muž je bezdětný, muž, kterému se nebude dařit za jeho dnů, neboť se nebude dařit žádnému muži z jeho potomstva, který by usedl na Davidův trůn nebo znovu vládl v Judsku.“[96] Někteří toto proroctví chápou jako trvalé vyřazení Jechoniáše z rodu Mesiáše (i když ne nutně z rodu Josefova).[97] Pravděpodobnější je, že kletba byla omezena na Jechoniášův život, a i pak se podle rabínské tradice Jechoniáš ve vyhnanství kál a kletba byla zrušena.[98] Starý zákon navíc vypráví, že žádný z trestů uvedených v kletbě se ve skutečnosti nenaplnil.[99]
- Zerubábelovi Bůh prostřednictvím Agea oznamuje: „Učiním tě jako svůj pečetní prsten,“ což je jasný opak proroctví proti jeho dědovi Jekoniášovi: „I kdybys byl pečetním prstenem na mé pravé ruce, přesto bych tě strhl.“[100] Zerubábel vládl jako místodržitel, i když ne jako král, a mnozí ho považují za vhodného a pravděpodobného předchůdce Mesiáše.

Případný slib daný Šalomounovi a prokletí Jekoniáše jsou v rozporu s Matoušem. Přesto Matouš zjevně nepovažoval svůj vlastní rodokmen za neslučitelný s těmito proroctvími.
Matouš také uvádí Ježíšovo narození z panny jako naplnění Izajáše – Iz 7, 14 (Kral, ČEP), kterého cituje. Matouš zřejmě cituje starověký překlad tohoto verše ze Septuaginty, který hebrejské slovo „alma“ (עַלְמָה ‘almā, množné číslo: עֲלָמוֹת ‘ălāmōṯ) vykládá řecky jako „panna“.

## Zmiňované ženy
Matouš do dlouhého seznamu mužů vkládá čtyři ženy. Ženy jsou zařazeny na začátku rodokmenu – Támar, Rachab, Rút a „žena Urijášova“ (Batšeba). O tom, proč se Matouš rozhodl zařadit právě tyto ženy, zatímco jiné, jako matriarchy Sáru, Rebeku a Leu, pominul, se vedla řada diskusí.
Mezi těmito čtyřmi ženami může být společná nit, na kterou chce Matouš upozornit. Vidí, že Bůh působí skrze Tamařino svedení jejího tchána, skrze spolčení nevěstky Rachab s Jozuovými špehy, skrze nečekaný sňatek Moábky Rút s Boázem a skrze Davidovu a Batšebininu nevěru.
Bible naznačuje, že společným znakem všech těchto žen je jejich spojení s pohany. Rachab byla prostitutkou v Kanaánu, Batšeba byla provdána za Chetitu, Rút žila v Moábu a Támar měla jméno hebrejského původu. Národnost těchto žen není nutně uvedena. Nabízí se myšlenka, že Matouš možná připravuje čtenáře na zapojení pohanů do Kristovy misie. Jiní poukazují na zjevný prvek hříšnosti: Támar se vydávala za prostitutku, aby svedla Judu, Batšeba byla cizoložnice a Rút je někdy považována za svůdkyni Boaze – Matouš tedy zdůrazňuje Boží milost jako odpověď na hřích. Jiní poukazují na jejich neobvyklé, dokonce skandální svazky – připravují čtenáře na to, co bude řečeno o Marii. Žádné z těchto vysvětlení se však dostatečně nehodí pro všechny čtyři ženy.
Nolland jednoduše předpokládá, že se jedná o všechny známé ženy, které jsou připojeny k Davidovu rodokmenu v knize Rút.

## Mariino příbuzenství s Alžbětou
Lukáš uvádí, že Alžběta, matka Jana Křtitele, byla Mariinou „příbuznou“ (řecky syggenēs, συγγενής) a že Alžběta pocházela z rodu Áronova, z kmene Léviho. Zda šlo o tetu, sestřenici nebo vzdálenější příbuznou, nelze ze slov určit. Někteří, jako například Řehoř Naziánský, z toho vyvozovali, že Marie sama byla také levitkou pocházející z Árona, a tak se v Ježíši spojil královský a kněžský rod. Jiní, jako například Tomáš Akvinský, tvrdili, že příbuzenský vztah byl z mateřské strany; že Mariin otec pocházel z Judy, Mariina matka z Léviho. Moderní badatelé, jako například Raymond Brown (1973) a Géza Vermes (2005), se domnívají, že příbuzenský vztah mezi Marií a Alžbětou je prostě Lukášův výmysl.

## Narození z panny
Hlavní článek: Panenské početí Ježíše Krista

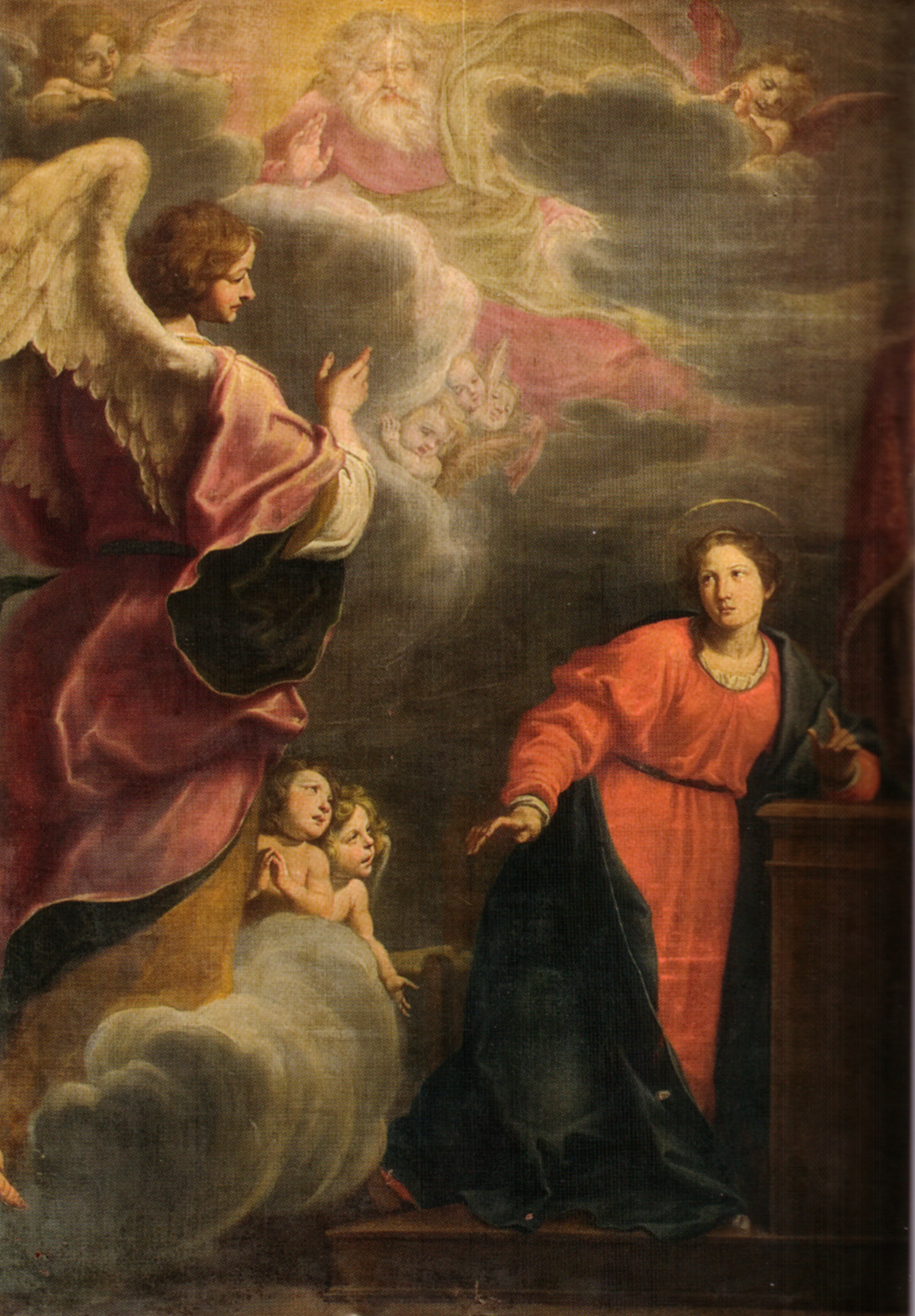
Zvěstování, Fabrizio Boschi, 17. století

Tato dvě evangelia prohlašují, že Ježíš nebyl zplozen Josefem, ale mocí Ducha svatého, zatímco Marie byla stále pannou, čímž se naplnilo proroctví. V hlavním proudu křesťanství je tedy Ježíš považován doslova za „jednorozeného syna“ Boha, zatímco Josef je považován za jeho adoptivního otce. 
Matouš hned po Ježíšově rodokmenu uvádí: „Narození Ježíše Krista se událo takto: Jeho matka Maria byla zasnoubena Josefovi, ale dříve než se sešli, shledalo se, že počala z Ducha svatého“.
Podobně Lukáš vypráví o Zvěstování: „Jak se to může stát,“ zeptala se Marie anděla, „vždyť nežiji s mužem?“ Anděl odpověděl: „Sestoupí na tebe Duch svatý a moc Nejvyššího tě zastíní; proto i tvé dítě bude svaté a bude nazváno Syn Boží.“
Nabízí se tedy otázka, proč obě evangelia zdánlivě sledují Ježíšův rodokmen přes Josefa, když popírají, že by byl jeho biologickým otcem? Augustin považuje za dostatečnou odpověď, že Josef byl Ježíšovým adoptivním otcem, jeho zákonným otcem, skrze něhož se mohl oprávněně hlásit k původu od Davida.
Tertulián naopak tvrdí, že Ježíš musel pokrevně pocházet z Davida skrze svou matku Marii. Biblickou oporu vidí v Pavlově výroku, že se Ježíš „narodil z Davidova potomka podle těla“. Potvrzení Mariina davidovského původu se objevuje již dříve a často.
Ebionité, sekta, která popírala narození z panny, používali evangelium, které bylo podle Epifania recenzí Matoušova evangelia, jež vynechávalo rodokmen a vyprávění o dětství. Tyto rozdíly odrážejí povědomí ebionitů o židovském právu (halacha) týkajícím se dědictví po rodové linii, adopce a status nároků na původ po matce.

## Islám
Hlavní článek: Panna Maria v islámu

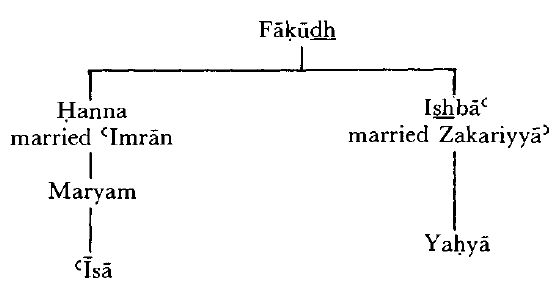
Ježíšův rodokmen v islámu, sahající až k jeho pradědečkovi

Korán zastává Ježíšovo narození z panny (ʻĪsā), a proto uvažuje o jeho rodokmenu pouze skrze Marii (Marjam), aniž by zmiňoval Josefa.
Maria je v Koránu velmi ceněna, devatenáctá súra je pojmenována po ní. Je nazývána dcerou ʻImrána, jehož rodině je věnována třetí súra. Stejná Maria (Marjam) je na jednom místě nazývána také sestrou Árona (Hārūn), a přestože je to často považováno za anachronickou záměnu se starozákonní Miriam (mající stejné jméno), která byla sestrou Árona (Hārūn) a dcerou Amrama (ʻImrān), nelze tuto frázi pravděpodobně chápat doslovně.
Podle muslimského učence šejka Ibn Al-Feasy Al-Hanbaliho použil Korán označení „Áronova sestra“ a „Amramova dcera“ z několika důvodů. Jedním z nich je „příbuzenské pojmenování“ neboli laqb, které se v arabské literatuře používá vždy. Například „Ahmad bin Muhammad bin Hanbal Abú 'Abdalláh al-Šajbání“ se převážně nazývá „Ibn Hanbal“ místo „Ibn Muhammad“. Nebo „Muhammad bin Idris aš-Šafi`í“ se vždy nazývá „imám aš-Šafi`í“ místo „imám Idris“ nebo „imám Muhammad“. Takto Arabové označují slavné osobnosti v každodenním životě. Totéž platí i zde; Áronova sestra označuje „dceru Áronových sourozenců“ a Amramova dcera označuje „přímý rod Amramův“ (Amramovy potomky). To znamená, že Maria pocházela z Amramovy linie, ale nikoli z Áronova pokolení.